# كارولين (نيويورك)
كارولين (بالإنجليزية: Caroline, New York)‏ هي بلدة أمريكية تقع في الولايات المتحدة في مقاطعة تومبكينز. يقدر عدد سكانها بـ 3,282 نسمة ومساحتها 142.7 كم2 وترتفع عن سطح البحر 501 متر.

## أعلام
- أوستين بلير
- ألونزو دبليو. آدامز